# Јоханес Вилхелм Јенсен
Јоханес Вилхелм Јенсен (дан. Johannes V. Jensen; Фарсо, 20. јануар 1873 — Остербро, 25. новембар 1950), био је дански књижевник и добитник Нобелове награде за књижевност 1944. године.
Прво велико дело, историјски роман „Краљев пад“ (Kongens Fald) написао је 1900—1901. Године 1906. издао је песме у прози (Digte) које се сматрају његовим највећим достигнућем. Писао је и поезију, драме и есеје, углавном о антропологији и теорији еволуције. Јенсеново најважније прозно дело је циклус од 6 романа „Дуго путовање“ (Den lange rejse) који се бави Дарвиновом теоријом.